# Mencia Calderón
Mencia Calderón y Ocampo (ur. 1514 w Medellín, zm. ok. 1566) – hiszpańska arystokratka, dowódca wyprawy kobiecej do Ameryki Południowej, żona Juana de Sanabria i Diego de Sanabria – gubernatorów prowincji Rio de la Plata.

## Życiorys
Mencia Calderón urodziła się w 1514 roku w hiszpańskim Medellín. Została żoną Juana de Sanabria, który w 1546 roku został mianowany gubernatorem prowincji Rio de la Plata. De Sanabria otrzymał zadanie zabrania ze sobą  do obejmowanej przez siebie prowincji 50 szlachcianek, mających zostać żonami konkwistadorów. Kilka tygodni przed wyruszeniem wyprawy de Sanabria zmarł jednak z powodu wylewu krwi do mózgu. Wówczas jego żona zdecydowała się na przejęcie zadania męża i doprowadzenie wyprawy do Ameryki. Dzięki swoim zabiegom Mencia Calderon uzyskała przeniesienie tytułu gubernatora na swojego nastoletniego pasierba Diego, a następnie sprzedała cały majątek i dokończyła organizację ekspedycji.
Trzy statki wypłynęły 10 kwietnia 1550 roku z portu w Sewilli zabierając łącznie 80 kobiet, w tym trzy córki Mencii (Marię, Mencię młodszą i Isabel). Dowództwo nad statkami sprawowali kapitanowie Juan de Salazar i Hernando de Trejo. Już po kilku tygodniach burza zniosła flotyllę na wybrzeże gwinejskie, gdzie wyprawa została zaatakowana przez francuskich piratów. Uszkodzenia były znaczne, załoga spędziła kilka miesięcy na naprawie statków. Po przepłynięciu Atlantyku do wybrzeży wyspy Isla Santa Catarina dotarły dwa statki, ale jeden z nich nie nadawał się dalszej żeglugi. Ekspedycja spędziła rok głodując na wyspie, po czym wypłynęła dalej na południe, jednak w trakcie rejsu jedyny ocalały statek zaczął tonąć. Na zbudowanej wówczas szalupie Calderón dotarła do San Francisco, gdzie trafiła na półtora roku do portugalskiej niewoli. Ekspedycja została zwolniona dopiero po interwencji Hiszpanii w listopadzie 1555 roku, a ostatni odcinek drogi pokonała lądem, docierając do Asunción w maju 1556 roku. Łącznie do celu Mencia Calderón doprowadziła 30–40 kobiet.
Diego de Sanabria wyruszył zaś z Hiszpanii osobno, jego okręt dotarł jednak do Wenezueli, skąd pieszo dotarł do Peru. Dalszy jego los jest nieznany.
O jej dalszych losach wiadomo niewiele. Zmarła w Ameryce Południowej, prawdopodobnie ok. 10 lat później. Jej wnukiem był Fernando de Trejo y Sanabria, biskup Tucumán i założyciel Universidad Nacional de Córdoba.